# Micrachne simonii
Micrachne simonii là một loài thực vật có hoa trong họ Hòa thảo. Loài này được Frances Kristina Kupicha và Thomas Arthur Cope mô tả khoa học đầu tiên năm 1985 dưới danh pháp Brachyachne simonii. Năm 2015, Paul M. Peterson chuyển nó sang chi Micrachne.

## Từ nguyên
Tính từ định danh simonii là để vinh danh Bryan Kenneth Simon (1943-2015), cựu giám tuyển cây họ Gramineae thuộc Phòng mẫu cây quốc gia Zimbabwe (giai đoạn gọi là Rhodesia).

## Phân bố
Loài này là đặc hữu Zambia.